# Tetragastris hostmannii
Tetragastris hostmannii är en tvåhjärtbladig växtart som först beskrevs av Adolf Engler, och fick sitt nu gällande namn av Carl Ernst Otto Kuntze. Tetragastris hostmannii ingår i släktet Tetragastris och familjen Burseraceae. Inga underarter finns listade i Catalogue of Life.